# Chirurgia szczękowo-twarzowa
Chirurgia szczękowo-twarzowa – dziedzina medycyny zajmująca się diagnostyką i leczeniem chirurgicznym chorób tkanek miękkich części twarzowej czaszki oraz szyi, jamy ustnej, kości części twarzowej czaszki z podstawą przedniego dołu czaszki włącznie, stawów skroniowo-żuchwowych, stanów przednowotworowych i nowotworów złośliwych części twarzowej czaszki i szyi, urazów czaszkowo-twarzowo-szczękowych, a także wrodzonych i nabytych wad czaszkowo-twarzowo-szczękowo-zgryzowych. Jest podspecjalnością stomatologii oraz chirurgii. Wyłoniła się na przełomie XIX i XX w. z chirurgii ogólnej. Powiązana jest z chirurgią plastyczną i rekonstrukcyjną, chirurgią ogólną, chirurgią stomatologiczną, otorynolaryngologią, ortodoncją, neurochirurgią i onkologią.
W większości krajów Unii Europejskiej do uzyskania tej specjalności wymaga się dyplomu lekarza lub lekarza dentysty. W Polsce jest to jedna z trzech specjalizacji (obok epidemiologii i zdrowia publicznego), w których kształcić się mogą zarówno lekarze jak i lekarze dentyści po ukończonych studiach i stażu podyplomowym. Szkolenie specjalizacyjne trwa 6 lat niezależnie od posiadanego tytułu zawodowego. W Polsce konsultantem krajowym chirurgii szczękowo-twarzowej od 15 lipca 2020 roku jest prof. dr hab. Mariusz Szuta. Jest to jedna z wzajemnie uznawanych specjalizacji w krajach Unii Europejskiej.